# Stephenie Meyer
Stephenie Meyer (Hartford, Connecticut, 24. prosinca 1973.) američka je književnica, autorica romana o vampirima Sumrak,  Mladi mjesec, Pomrčina i Praskozorje. 

## Životopis
Meyer je odrasla u Phoenixu, Arizona u velikoj obitelji.  Imala je petero braće i sestara s kojima je odrasla: Emily, Heidi, Paul, Seth i Jacob. Ona je „posudila“ njihova imena za roman Sumrak, u kojem je najviše zapažen ostao Jacob Black. Pohađala je Brigham Young University u Provu, Utah, gdje se istaknula u engleskom jeziku. Upoznala je svojeg muža Christiana, koji je nosio nadimak „Pancho“, dok je odrastala u Arizoni, a vjenčali su se 1994. Imaju tri sina: Gabe, Seth i Eli. 
Meyer kaže da joj je ideja o Sumraku došla 2. lipnja 2003., u snu o djevojci i blistavom vampiru koji su sjedili na proplanku, koji je smješten u 13. poglavlju knjige.
Nastavak Sumraka, Mladi mjesec nije bio objavljivan istovremeno u sjevernoj Americi, a izašao je početkom kolovoza 2006. Treći dio, Pomrčina, pušten je u prodaju 7. kolovoza 2007. Četvrti dio, Praskozorje, izašao je 2. kolovoza 2008. Meyer je napomenula da će četvrta knjiga biti posljednja s Bellinog gledišta. Na svojoj stranici je ustvrdila da će ipak biti više od četiri dijela serijala.  Također je ustvrdila da će njezin roman, Midnight sun, biti više kao pratilac prvom dijelu tetralogije, jer će biti napisan s Edwardovog gledišta. Prvo poglavlje pete knjige objavljeno je na njezinoj web stranici, ali je najavila da će najvjerojatnije biti preuređeno prije tiskanja.

## Djela
Meyerin prvi roman je izašao u listopadu 2005.Ubrzo nakon toga je objavila nastavak Mladi mjesec u kolovozu 2006. U drugom tjednu prodaje došao je na prvo mjesto New York Timesa, i na toj poziciji je ostao sljedećih 11 tjedana. Sveukupno, na listi je proveo 50 tjedana. Posebno izdanje Mladog mjeseca izišlo je 5. svibnja 2007.
Pomrčina je puštena u prodaju 7. kolovoza 2007. Ukupno, ove tri knjige su zajedno provele 143 tjedana na New York Timesovoj listi najprodavanijih knjiga. 
Četvrta knjiga, ujedno i zadnji nastavak serijala, Praskozorje izašla je 2. kolovoza 2008.
Kao spin-off serijala, 5. lipnja 2010. izašla je novela Kratki drugi život Bree Tanner, u kojoj je glavna junakinja novonastala vampirica, Bree Tanner, a radnja je prepričana iz njenog kuta te se nadovezuje na onu radnju iz Pomrčine. 
Jedna od Meyerinih priča je objavljena u knjizi  Prom Nights from Hell, priče o maturalnoj zabavi. Ostali autori koji su ušli u ovu kolekciju su Meg Cabot, Kim Harrison, Michele Jaffe, and Lauren Myracle. Knjiga je objavljena 10. travnja 2007. 
6. svibnja 2008. objavljen je The Host. Prati priču Melanie Stryder i Wanderera, dvije žene u jednom tijelu, koje su prisiljene raditi zajedno da mogu spasiti Jareda, bjegunca kojeg obje vole.

## Popularnost
Meyer je dobila povjerenje mnogih mladih čitatelja zbog svojih romana o Belli i Edwardu, čija je radnja smještena u Forks na Olimpijskom poluotoku u Washingtonu. Forks je dobio mnogo pažnje u cijelom svijetu, a postoji i „Stephenie Meyer Day“ koji se slavi na Bellin rođendan, 13. rujna.